# Romanços de cec

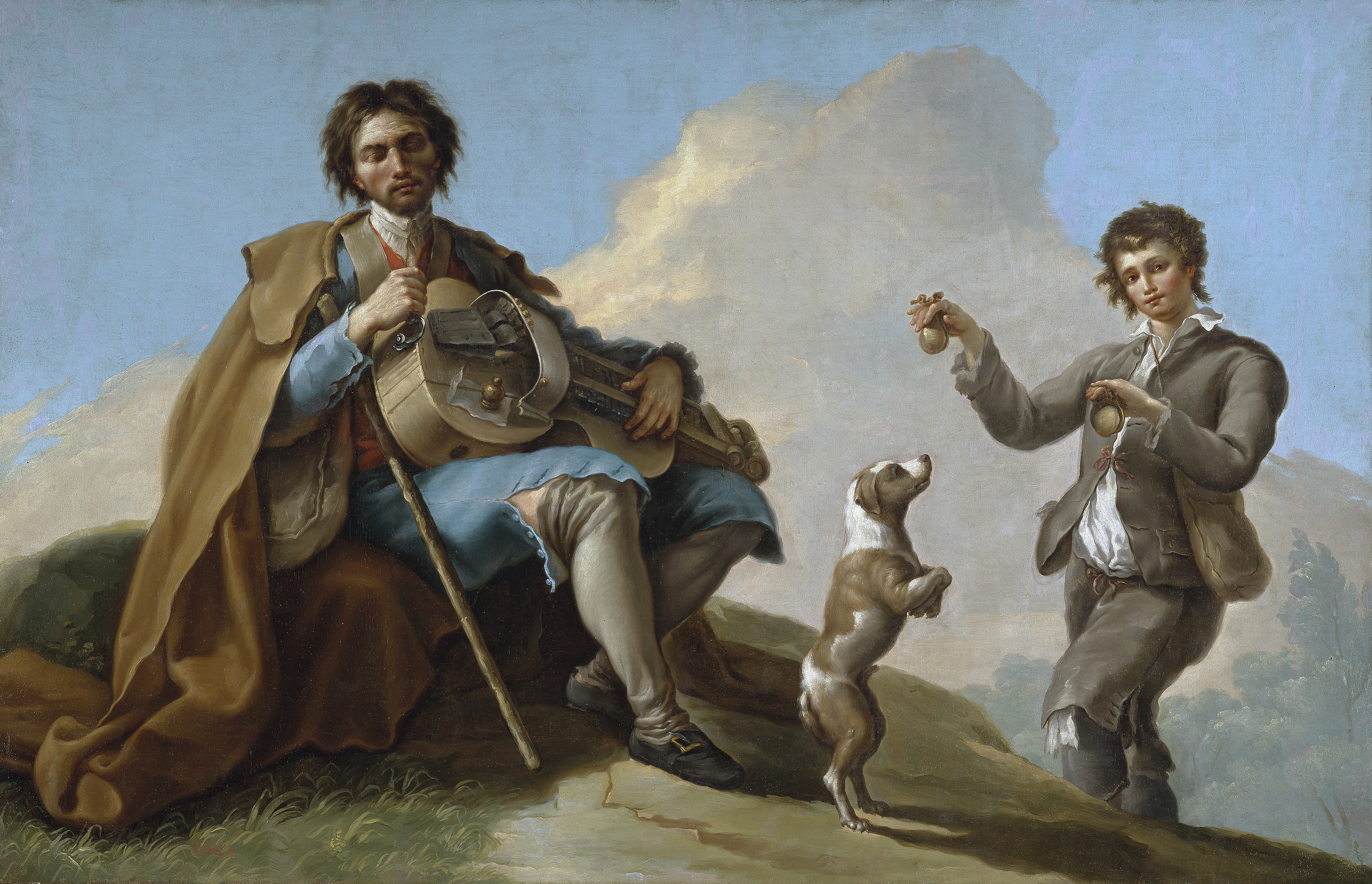
El cec músic, pintat per Ramón Bayeu i Pujaves el 1786.

Romanços de cec o plecs de cec es el nom que rep un tipus de romanç d'arrel popular inscrit en el gènere de l'anomenada literatura de cordill. Similars en la seva mètrica i estructura als romanços tradicionals, solien caracteritzar-se per la seva selecció de temes truculents o successos insòlits. S'imprimien en bastes edicions de plecs solts molt populars. La seva difusió i segell iconogràfic ha quedat lligat a l'arquetip del «cec dels romanços», captaire cec que anava errant de poble en poble, relatant, cantant o venent els ‘plecs de cordill', que arribaria a generar un personatge literari, d'especial rellevància en la novel·la picaresca. De la mateixa manera, singulars mestres de la pintura van reflectir el tema en la seva obra, entre ells Francisco de Goya (en els seus cartrons per a tapissos i en els seus gravats), Georges de la Tour o Ramón Bayeu.

## Format

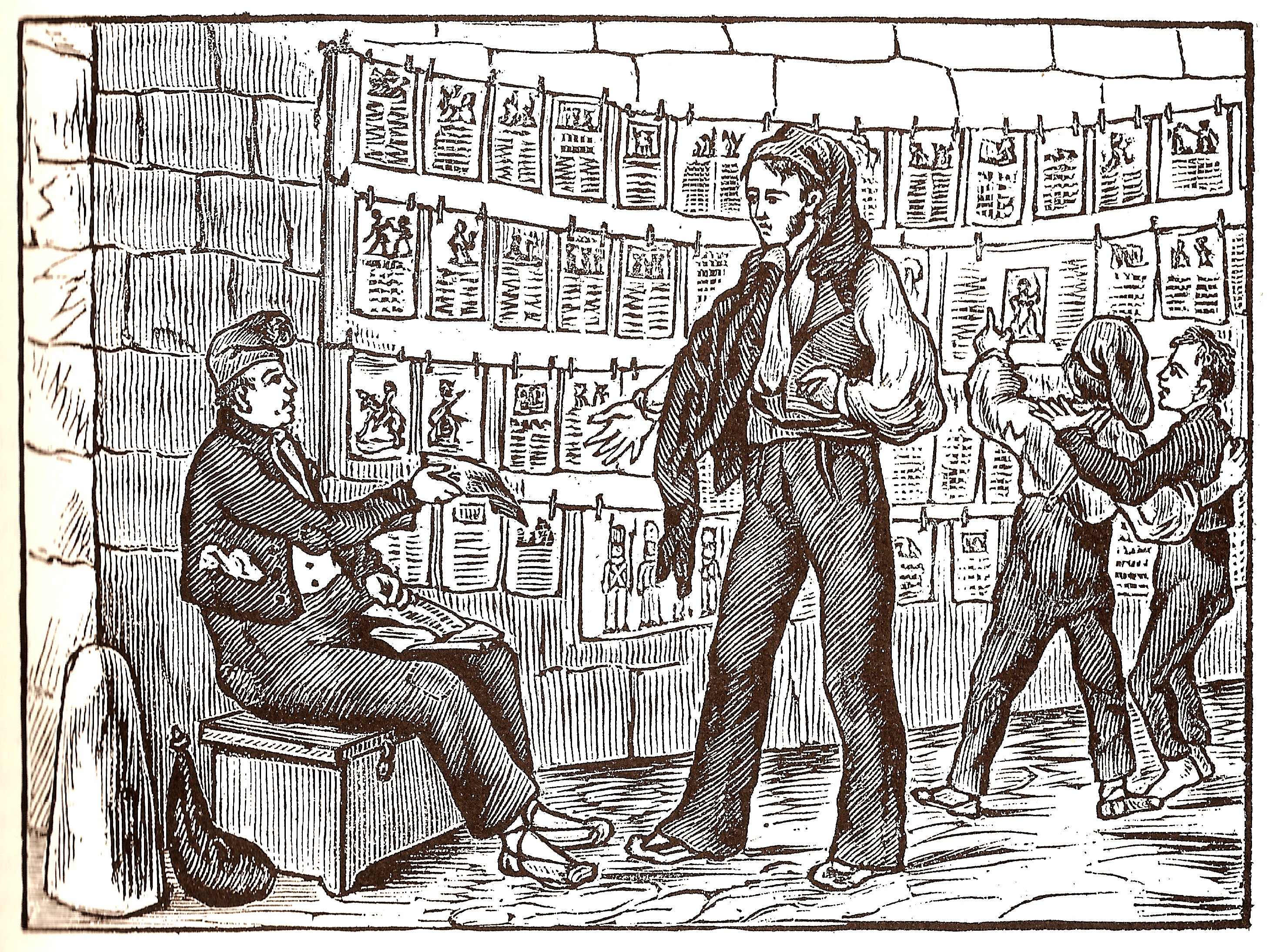
Il·lustració sobre els romanços de cec venuts en plecs de canya i cordill, a la plaça de Sant Agustí Vell en un gravat català de 1850 (recollit per Joan Amades el 1984).

Sense cap format físic en el seu l'origen, com simple patrimoni de la literatura oral, els romanços de cec, per facilitar el seu comerç com a objecte en venda, van començar a imprimir-se en un plec doblegat fins a aconseguir vuit pàgines (quatre fulls) i sense enquadernar, il·lustrats amb dibuixos o gravats que mostraven els passatges més cridaners de la història (gravats que solien ser usats en relats diferents). L'expansió popular de la impremta a través de la premsa va anar desplaçant la popularitat dels romanços de cec o plecs de cordill cap a finals del segle xix.

## Anàlisi estructural
Comentant a Joaquín Marco, Antonio Lorenzo en el seu estudi Una aproximació a la literatura de cordill, enumera una llista de notes comunes d'aquests romanços:
1. caràcter oral (és freqüent una introducció dirigida a captar l'atenció de l'auditori)
2. publicitat i exageració de la història que es vol explicar;
3. esquema d'arrel medieval;
4. abundància de detalls morbosos i descrits de forma minuciosa;
5. constant implicació de l'auditori amb al·lusions directes;
6. invocacions a la Verge o a la Fama;
7. s'insisteix en la versemblança del relat (com a fet real - basat en un fet real);
8. raons morals o finals moralitzadors;
9. freqüents actituds anti-feministes;
10. de forma ocasional es dona el nom de l'autor o impressor;
11. es demana perdó per les faltes comeses;
12. desenllaços breus (com si calgués “sortir a correcuita”);

## Difusió
Com a model de literatura popular a Europa (i amb diversa estructura formal), ja des dels seus precedents al segle xvi, els romanços de cec van arrelar al Brasil, on encara tenen certa difusió i permanència els plecs de cordill.

## Monografies espanyoles
La difusió i estudi dels romanços de cec a la Península ibèrica ha estat tractada per dos especialistes en aquest capítol literari de l'antropologia, l'etnografia i el folklore, Julio Caro Baroja i Joaquín Díaz González; d'aquest últim, músic i investigador, cal destacar el seu treball publicat el 1979 Romances de ciego, una recopilació de peces musicals de literatura de cordill musicades pel mateix Joaquín Díaz i José Delfín Val y Candeal.
Altres recopilacions, més antigues, que poden citar-se són, per exemple: Romances de ciego (Manuel Ossorio i Bernard, 1883); Romances de ciego. Primera serie: galería humorística de tipos populares (Manuel María Rincón, 1896); Coplas y chistes muy graciosos para cantar y tañer al tono de la viguela Gaspar de la Cintera, 1570).

## Alguns romanços de cec populars i altres estampes
Amb el benentès que la llista seria massa llarga i discutible, poden servir d'exemple els següents romanços: 
Las 299 novias por 5 céntimos, Doña Teresa de Rivera, Los calzones y las alforjas, El crimen de la Ermita del Cristo del Otero,  El crimen de Ceclavín (Una filla mata a la seva mare perquè volia casar-la contra la seva voluntat); i fins i tot, ja al segle xx, exemples com el Crimen de Nijar. 

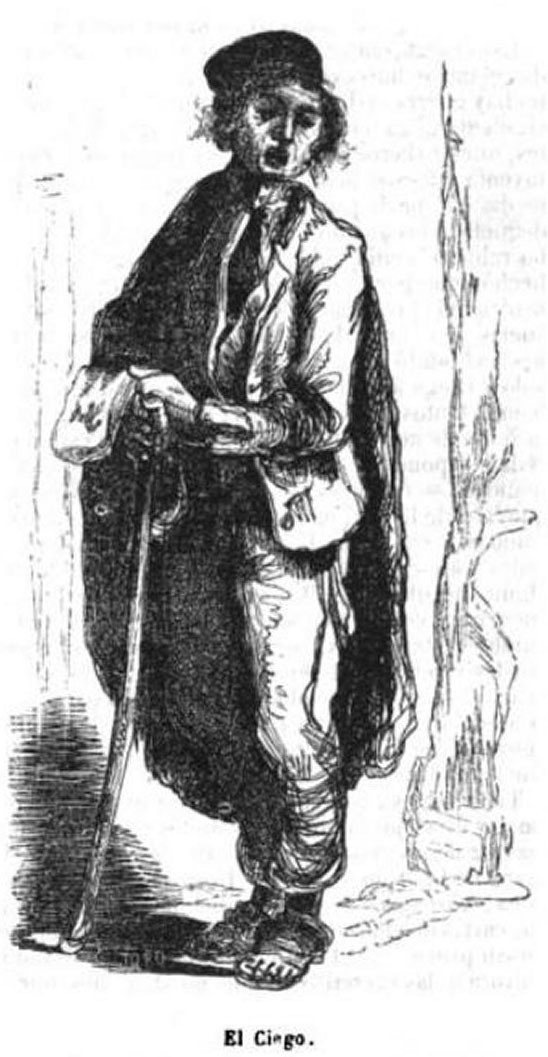
El cec dels romanços (1851)
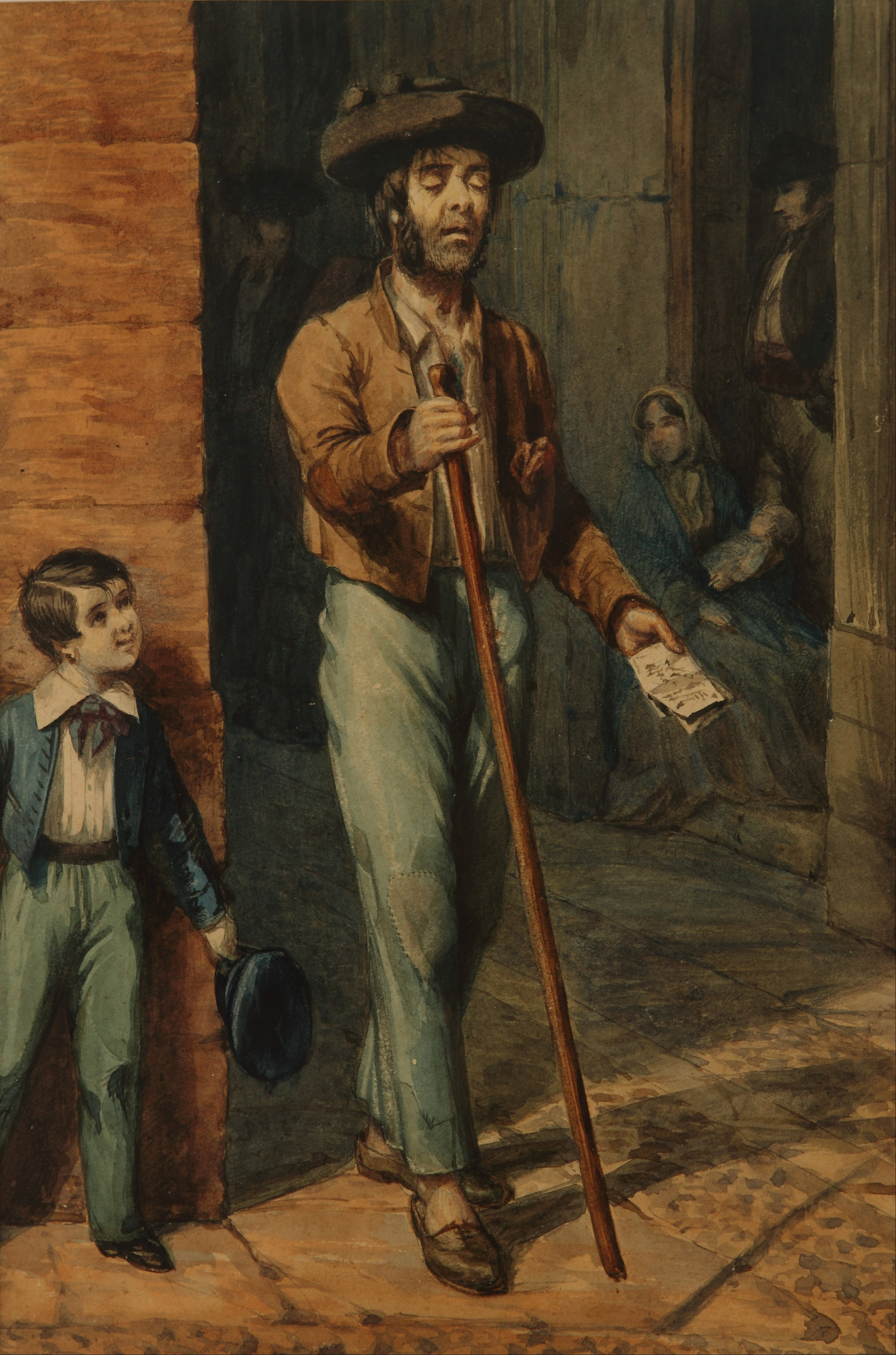
Cec gadità (ca. 1840)
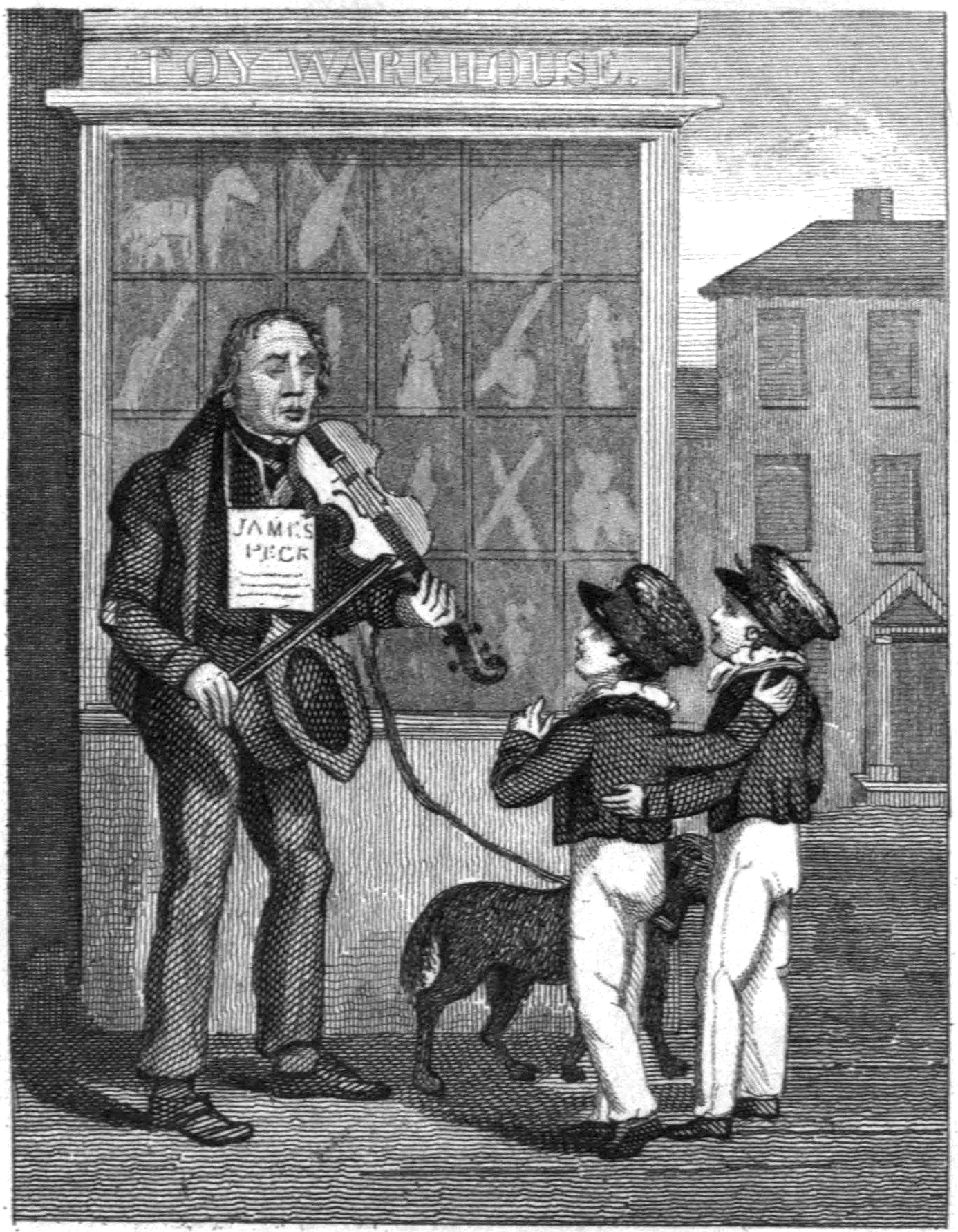
El violinista cec (1828)
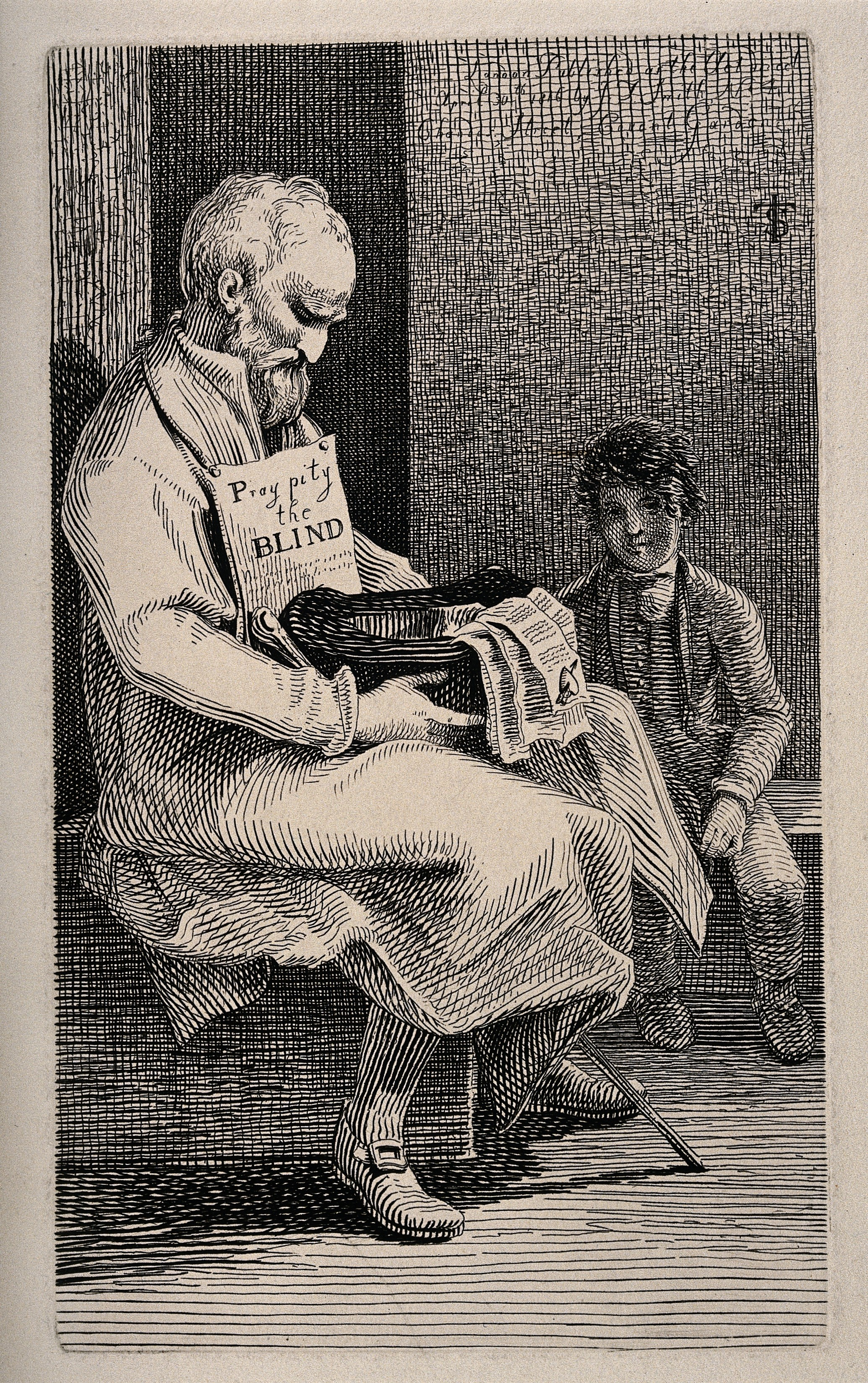
El venedor de “Sonets d'Amor” (1816)
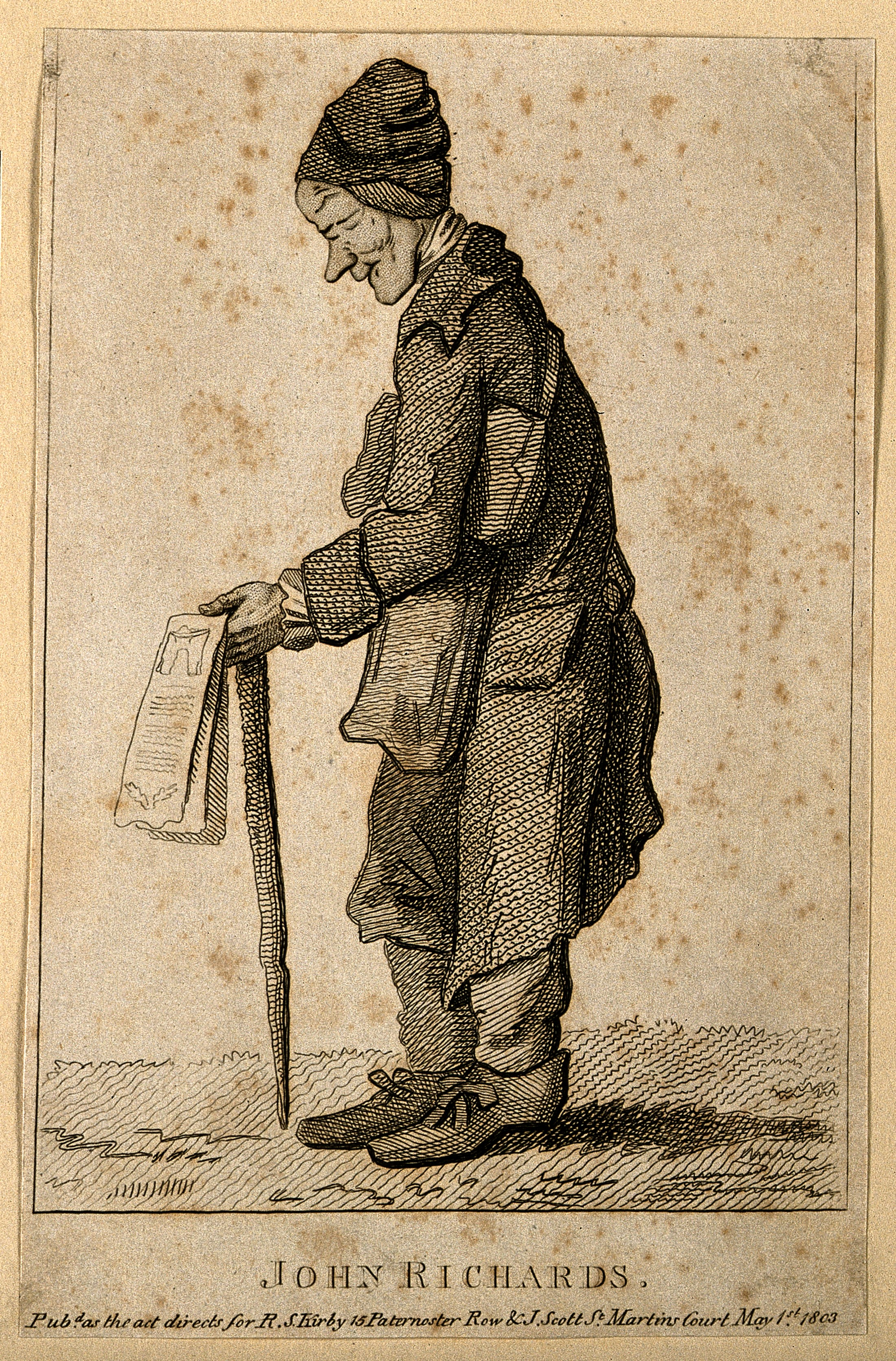
El cec dels romanços (1803)

## El cec dels romanços
Diversos autors han dedicat moments de la seva obra a la figura coneguda com el cec dels romanços, narrador de contes, músic, histriònic, monòton i melodramàtic, des del segle segle xvi fins al xx. El va definir Peter Burke en el seu llibre dedicat a la cultura popular en l'Europa moderna, com a «creador-transmissor ja des de l'origen de la literatura». El va cantar l'Arxipreste de Hita en el segle xiv, i des de llavors el ‘compositor-cantor-venedor’ ha donat vida a una completíssima iconografia (des del gravat primitiu fins al cinema contemporani). El cec dels romanços, acompanyat del seu pigall i, quan podia, del seu acordió, zanfona o violí, va acaparar la missió de difusor d'una literatura popular en forma de romanços, materialitzada en els «plecs de cordill» —i abans en els «plecs de cec»—, en el seu incansable viatge per fires, places i llogarets remots. La literatura del Segle d'Or el descriu en "La vida de Lazarillo de Tormes i Miguel de Cervantes el va retratar per boca de Pedro de Urdemalas:
| «                     | Fuime y topé un ciego a quien diez meses serví ...que a ser años, yo supiera lo que no supo Merlín. Aprendí la jerigonza y a ser vistoso aprendí, y a componer oraciones en verso airoso y gentil... | » |
| — Miguel de Cervantes | |   |

Hi ha molt exemples de la presència d'aquest personatge en la dramatúrgia peninsular del Segle d'Or, serveixi d'exemple el que protagonitza l'entremès de Lanini titulat El dia de San Blas en Madrid, i recollit en la Col·lecció molt rara d'entremesos, balls i lloes intitulada Pizcas del ingenio publicada per Cotarelo i Mori el 1908.
També els va immortalitzar el refranyer. «Lo cantan los ciegos», deia el refrany barroc (recollit per Luis Galindo en les seves Sentencias filosòficas i morales el 1660-1669); o la dita en baix-aragonés «si vols que el cec canti, la paga davant».

### La descripció de Salvador Rueda
El vate Salvador Rueda, considerat precursor del modernisme, en el cant setè del seu Poema Nacional, descriu així al cec dels romanços:
| «                       | Poco lucido de zancas, mal estirado de piernas, en girones y en harapos la triste figura envuelta, la guitarra á las espaldas y el báculo en la derecha, valido de un lazarillo que le habilita la senda, el ciego de los romances se encamina a la plazuela. | » |
| — Salvador Rueda (1890) | |   |